# Cheleteni
Cheleteni – wieś w Rumunii, w okręgu Alba, w gminie Bistra. W 2011 roku liczyła 13 mieszkańców.